# Amasa
Amasa (лат.) — род жуков-короедов из трибы Xyleborini (Scolytinae, Curculionidae).

## Распространение
Встречаются в лесных регионах в следующих местах: Азия, Австралазия, Мадагаскар. Один вид завезён в Южную Америку (Бразилия, Уругвай, Чили).

## Описание
Мелкие жуки-короеды, величина которых колеблется в пределах нескольких миллиметров (от 2,5 мм до 5 мм). Примерно в 2-3 раза длиннее своей ширины. Amasa отличается следующими признаками: булава усиков уплощенная с выемками, два шва видны на задней части; передние голени обычно тонкие и гранулированные на задней части; передний край пронотума с рядом зазубрин; скутеллюм плоский, на одном уровне с поверхностью надкрылий; лицо с тремя бороздками; микангиальные пучки отсутствуют.
Усики коленчатые с ясно отграниченной крупной булавой и скапусом, тонкими лапками. Самки имеют округлую, дорсовентрально уплощенную булаву усиков, дугообразные и уплощенные голени средних и задних ног, вооруженные несколькими зубчиками, переднеспинка сильно выпуклая антеродорсально, на переднем скате вооружена неровностями. Характерна гаплодиплоидия и облигатный симбиоз питания с грибами-ксилофагами («грибное садоводство»).
Обычно построенные представителями этого рода в древесине галереи это короткий радиальный туннель, ведущий к единственной большой плоской выводковой камере, проходящей в продольной плоскости.

## Классификация
Включает около 40 видов. Род впервые был выделен в 1894 году на основании типового вида Amasa thoracica Lea, 1894 (= Tomicus truncatus Erichson, 1842). Включён в состав трибы Xyleborini (Scolytinae, Curculionidae), где наиболее близок к родам Cyclorhipidion, Pseudowebbia, Truncaudum, Webbia, Xylosandrus.
- Amasa aglaiae
- Amasa amputatus
- Amasa anomalus
- Amasa aspersus
- Amasa banksiae
- Amasa batoerradensis
- Amasa beesoni
- Amasa bicostatus
- Amasa calamoides
- Amasa circumcisulus
- Amasa concitatus
- Amasa consularis
- Amasa cylindriformis
- Amasa darwini
- Amasa dasyurus
- Amasa doliaris
- Amasa eugeniae
- Amasa exactus
- Amasa foveicollis
- Amasa fulgens
- Amasa fuscipilosus
- Amasa geminatus
- Amasa glaucus
- Amasa latetruncatus
- Amasa laticaudatus
- Amasa mixtus
- Amasa nakazawai
- Amasa neotruncatus
- Amasa nitidior
- Amasa nobilis
- Amasa opalescens
- Amasa orbicaudatus
- Amasa resecans
- Amasa resectus
- Amasa schlichi
- Amasa sirambeanus
- Amasa striatotruncatus
- Amasa tereticollis
- Amasa thoracica
- Amasa truncatiferus
- Amasa truncatiformis
- Amasa truncatus
- Amasa umbratulus
- Amasa versicolor